# 大蘇希察
49°29′46″N 22°50′42″E / 49.49611°N 22.84500°E
大苏希察（羅馬化：Velyka Sushytsia）是烏克蘭西部利沃夫州桑比爾區黑里夫市镇的村庄。始建於1374年，面積3.14平方公里，海拔高度483米，2023年人口1,137，人口密度每平方公里405.66人。